# Jorge Chávez Álvarez
Jorge Fernando Chávez Álvarez (Lima, Perú; 16 de enero de 1955) es un economista, político, intelectual, consultor y escritor peruano. Es Presidente Ejecutivo de la consultora MAXIMIXE y fue Presidente del Banco Central de Reserva del Perú. En las elecciones presidenciales de 2021, fue candidato a la vicepresidencia de la república por el partido Victoria Nacional.

## Biografía
Nació en Lima el 16 de enero de 1955. Estudió en la Universidad de Lima donde egresó en agosto de 1976 ocupando el primer lugar en el Orden de Mérito Académico, graduándose como bachiller en economía en 1979, sustentando una tesis sobre la "Redistribución y Reestructuración del Consumo como Estrategia de Desarrollo", calificada para su publicación. Estudió un Máster en desarrollo económico en el Instituto de Estudios Sociales de La Haya, Países Bajos, con especialización en Política Económica y Planificación. Realizó estudios de Doctorado en Economía en la Universidad de Oxford.
Siguió estudios de especialización en Desarrollo Económico en el Instituto Latinoamericano de Planificación Económica y Social, Reforma Económica y Ajuste Estructural en el Instituto de Desarrollo Económico del Banco Mundial, Desarrollo Económico e Industrial en la Universidad de los Andes, Distribución del Ingreso y Pobreza en el Departamento del Trabajo de los Estados Unidos, Relaciones Internacionales en la Academia Diplomática del Perú, Economía Monetaria en la Universidad Mayor de San Marcos y Libre Competencia en la Universidad de Ámsterdam.
En septiembre de 1976 inició su carrera pública como practicante en el Instituto Nacional de Planificación (INP). En 1978 asumió interinamente como Director de Estadística y Métodos Cuantitativos y en 1979 fue ratificado en dicho cargo. En 1978 asume la secretaría ejecutiva de la Comisión Ejecutiva del Plan y también funda el Instituto de Estudios Geopolíticos y Estratégicos conjuntamente con el General Edgardo Mercado Jarrín, el geógrafo Javier Pulgar Vidal y otros. Fue editor de la revista Estrategia y Geopolítica de dicho instituto. Entre 1982 y 1983 prosigue su carrera en el INP desempañándose como Director de Asuntos Internacionales (1982-1983) y luego es ascendido al cargo de Asesor de la Alta Dirección hasta 1985. 
De 1986 a agosto de 1987 fue director general de Asuntos Económicos del Ministerio de Economía y Finanzas y Director de la Comisión Nacional de Empresas y Valores (Conasev). Tras la estatización de la banca decretada por el gobierno de Alan García, en agosto de 1987 renuncia a dichos cargos y asume como Jefe del Proyecto de Modelación Econométrica ECOPOL, patrocinado por la agencia USAID y el Banco Central de Reserva del Perú. Deja este cargo en julio de 1988 para proseguir sus estudios de Doctorado en Economía en la Universidad de Oxford, donde desarrolla sus tesis sobre "El rol de las estructuras de mercados en los procesos de estabilización de hiperinflaciones: El caso peruano".  
En marzo de 1990 Chávez publica el artículo "¿Puede un shock recesivo parar la hiperinflación? (Revista Moneda N°21, Banco Central de Reserva del Perú, marzo de 1990), que analiza diversos tipos de shocks posibles y desarrolla el enfoque para un shock que sea efectivo en detener la hiperinflación minimizando el riesgo recesivo. Tras la lectura de esta propuesta, el candidato a la presidencia Alberto Fujimori convoca a Chávez y se convence de la necesidad ineludible de aplicar un shock, con ese enfoque, diferente al que por entonces auspiciaba el Fondo Monetario Internacional en países en desarrollo afectados por hiperinflaciones. 
Durante la campaña por las elecciones generales de 1990 Chávez elabora los "Lineamientos del Plan de Gobierno" que contienen la estrategia de estabilización y reforma estructural y asume como jefe del equipo económico de Alberto Fujimori tras la renuncia del equipo heterodoxo conformado por Santiago Roca, Adolfo Figueroa, Daniel Schydlowsky y Oscar Dancourt, entre otros.
El 11 de septiembre de 1990 fue nombrado Presidente del Banco Central de Reserva del Perú por el presidente Alberto Fujimori mediante Resolución Suprema Nº 103-90-EF/43.40. Fue ratificado en el cargo por el Senado el 4 de octubre de 1990. tras un dictamen unánime de las Comisiones de Economía y de Constitución. 
Se mantuvo en la presidencia del Banco Central de Reserva del Perú durante la fase democrática del gobierno de Alberto Fujimori, pero tras el autogolpe de Estado del 5 de abril de 1992 que lo convirtió en dictador, Chávez pasó abiertamente a la oposición y cesó en el cargo el día 25 de abril mediante Decreto Ley 25451. 
Entonces creó el grupo consultor MAXIMIXE y hasta hoy ejerce como Presidente Ejecutivo de la consultora MAXIMIXE Consult S.A. y Presidente de Directorio de Financiera Maf Perú.

## Carrera política
En 2020 se confirmó su participación en las elecciones generales de Perú de 2021 como candidato a la vicepresidencia y al congreso por Victoria Nacional junto a George Forsyth como candidato presidencial. El es el jefe del plan de gobierno, según el exministro de defensa Jorge Nieto.